# 瓦勒留斯·科尔杜斯
瓦勒留斯·科尔杜斯（1515年2月18日—1544年9月25日）是文艺复兴时期德意志医生和植物学家。著有多本药典作品，在德国植物学发展历史上具有重要地位。

## 生平
1515年，科尔杜斯出生于现在德国图林根州的埃尔福特（一说黑森联邦州的卡塞爾市）。他的父亲奥利休斯·科尔杜斯（1486–1535年）是一名受过良好教育的医生，也是宗教改革的支持者及信義宗改宗者。
他早年在父亲的指导下学习植物学和药学。1527年，他就读于新成立的新教派马尔堡大学，并于1531年获得學士学位。1533年，他进入莱比锡大学深造。
1539年，他来到路德城维滕贝格，在哈雷-维滕贝格大学学习和教授植物学和药学。在植物研究方面，科尔杜斯没有按照迪奥科里斯《药物论》的传统描述模式，而是基于自己的认识，在已有知识的基础上，进行细致独到的描述。他还注重对植物间关系的描述，而非传统上对植物显著特征的描述。
1540年，科尔杜斯无意中用硫酸和乙醇合成了乙醚这种新物质，他将其称为“甜油酸”（拉丁語：oleum dulci vitrioli）。
1542年，他将自己的植物学作品《药典》（Dispensatorium）送予纽伦堡市议会。这本书在1546年得以出版。
他在蒂宾根呆过一段时间，并与莱昂哈特·福克斯结交为好友。之后，他前往意大利，进行了一段漫长的旅行。途中他被马踢伤，最终不幸因发烧而离世。

## 纪念
去世后，他的手稿和讲稿主要由旧瑞士邦联的博物学家康拉德·格斯纳编辑和出版。其中包括介绍乙醚合成方法的《关于萃取》（De Extractione）和《植物和森林史》（Historia Stirpium et Sylva）。
科尔杜斯一生写了大量文章，描述了多种新的植物物种及其變種。为了纪念他对植物学的巨大贡献，破布木属（Cordia）以他的名字命名。